# Isoplatoides quadridentatus
Isoplatoides quadridentatus är en stekelart som beskrevs av Girault 1929. Isoplatoides quadridentatus ingår i släktet Isoplatoides och familjen puppglanssteklar. Inga underarter finns listade i Catalogue of Life.